# Automotrice LPB BCFe 4/4

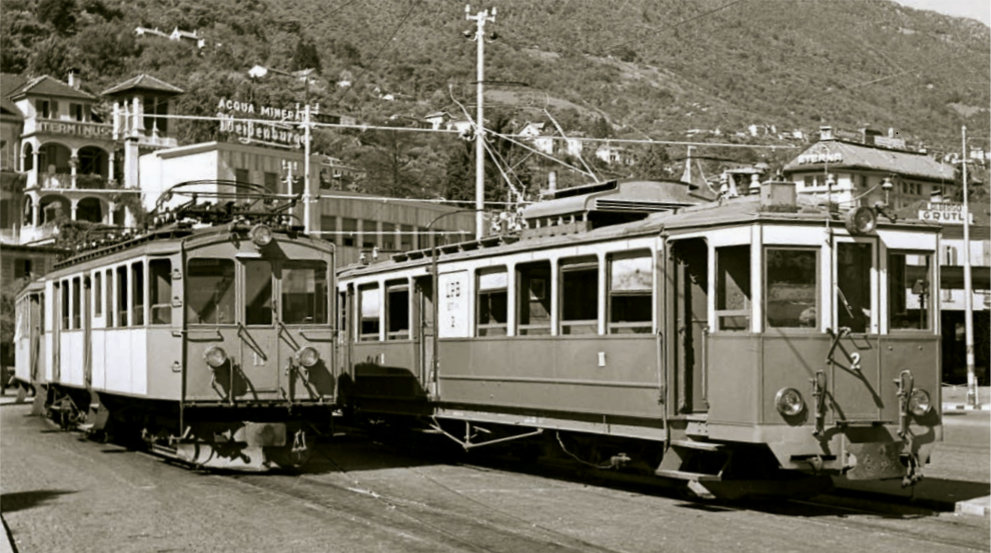
À gauche une l'automotrice FRT BCFe 4/4 11 et à droite l'automotrice LPB BCFe 4/4 2 de la ligne Locarno–Ponte-Brolla–Bignasco (Vallemaggia) au départ à Locarno (1949)

 (juillet 2024).
 (mai 2025).
Si vous disposez d'ouvrages ou d'articles de référence ou si vous connaissez des sites web de qualité traitant du thème abordé ici, merci de compléter l'article en donnant les références utiles à sa vérifiabilité et en les liant à la section « Notes et références ».
L'Automotrice LPB BCFe 4/4 est un véhicule ferroviaire à voie métrique, commandé en 3 exemplaires en 1907, par la compagnie suisse LPB Chemins de fer Locarno-Ponte Brolla-Bignasco (it) au constructeur allemand MAN AG pour la structure et la partie mécanique et suisse MFO pour la partie électrique.

## Histoire
En vue de l'ouverture, en 1907, de la ligne ferroviaire Vallemaggia - Locarno-Ponte Brolla-Bignasco, inaugurée le 3 août 1907, la compagnie LPB commanda 3 automotrices électriques aux sociétés MAN et MFO  classées LPB BCFe 4/4 1 à 3. Après le rachat de la compagnie LPB par FRT en 1923, elles ont été renommées FRT BDFe 4/4. Avec la suppression de la 3e classe en 1956, elles ont été reclassées FRT ABFe 4/4 et enfin renommées FART ABDe 4/4, en 1961, lorsque l'entreprise FRT - Ferrovie Regionali Ticinesi est devenue Ferrovie Autolinee Regionali Ticinesi - FART.

## Caractéristiques techniques
L'automotrice mono caisse, fabriquée par Maschinenbau-Gesellschaft (MAN) à Munich, repose sur un châssis métallique supportant une structure en bois habillée avec une carrosserie en tôle peinte, comme le voulait la technique de l'époque. La caisse avait une longueur hors tampons de 16,00 m et un empattement de 7,50 m, longueur maximale en fonction des faibles rayons de courbure de la voie. Les deux bogies sont moteurs. La partie électrique provient de la Maschinenfabrik Oerlikon (MFO). Les véhicules étaient initialement configurés pour fonctionner sous 2 tensions, un courant alternatif monophasé de 5 kV 20 Hz et 800 V 20 Hz sur le tronçon urbain de Locarno, car la ligne utilisait les voies du tramway. Avec la construction de la ligne de chemin de fer "Centovalli" Domodossola-Locarno, pour relier l'Italie et la Suisse, il a été décidé de convertir l'alimentation électrique au courant continu 1 200 V, d'autant que la ligne "Centovalli", devant être mise en service en 1923, allait utiliser le même tronçon de voie (6 km) de Locarno à Ponte Brolla
Les véhicules LPB BCFe 4/4 d'origine disposaient de trois pantographes, de deux frotteurs latéraux de contact pour la ligne avec alimentation électrique latérale et d'un double support pour l'itinéraire urbain.
Les automotrices ont été homologuées comme unités de transport de voyageurs et de tractage de voitures voyageurs et wagons de marchandises. Les 4 moteurs de traction Alioth MFO développaient une puissance continue de 176 kW. Elles pouvaient tracter des convois pesant 55 tonnes à 15 km/h sur une pente maximale de 33 pour mille et, sur terrain plat, à la vitesse de 30 km/h.
Les automotrices FRT BDFe 4/4 3 & 4 ont été radiées le 28 novembre 1965, au moment de la fermeture de la ligne ferroviaire Vallemaggia Locarno-Bignasco. L'automotrice N° 3 a été démolie en 1966 et la N° 2 l'année suivante.
En 1964, l'automotrice N° 1, transférée sur la ligne Centovalli, a été entièrement rénovée dans les ateliers FART de San Antonino et dotée d'une nouvelle carrosserie en tôle soudée. C'est le seul matériel roulant LPB qui a continuer à être utilisé par FART après la fermeture de la ligne Vallemaggia le 28 novembre 1965, sur la ligne Centovalli jusqu'en 1980. Bien que la désignation ait été changée en Xe 4/4 1, l'étiquette est restée ABDe 4/4 1. L'automotrice a été radiée en 1980. En 1997, l'association des Amis des chemins de fer suisses à voie étroite l'a transportée à Uster, où elle devait être restaurée mais vu son très mauvais état général, elle a été démolie le 20 février 2010.

## Curiosité
En 1945, après que deux des trois unités en service sur la ligne LPB Locarno–Ponte Brolla–Bignasco aient été endommagés lors d'une collision frontale, une unité de remplacement s'est rendue nécessaire de toute urgence. La direction de FRT décida d'utiliser l'automotrice BCFe 4/4 18 en remplaçant son pantographe par un frotteur de contact latéral. Elle a circulé sur la ligne Vallemaggia pendant plus d'un mois avant de retourner sur la ligne d'origine. En 1962, elle fut de nouveau utilisée, à titre expérimental, puis régulièrement, de 1964 au 28 novembre 1965, sur la ligne Vallemaggia jusqu'à sa fermeture. Le frotteur latéral de contact a été retiré et le pantographe a été réinstallé pour son utilisation par FART sur la ligne Centovalli.